# Джонс, Ричард (экономист)
Ричард Джонс (англ. Richard Jones; 1790, Танбридж Уэллс, гр. Кент — 26 января 1855, Хейлибери, гр. Хартфордшир) — английский экономист, первый институциональный критик Д. Рикардо.

## Биография
Ричард родился в 1790 году в семье солиситора.
В 1812 году поступил, а в 1816 году получил степень бакалавра и в 1819 году магистерскую степень в колледже Гонвилл-энд-Киз при Кембриджском университете.
В 1818 году принял духовный сан и служил в качестве священника в 1819—1822 годах в Суссексе, а в 1822—1833 годах в Кенте, где в 1823 году женился на Шарлотте Алтри.
В 1833—1835 годах преподавал в Королевском колледже Лондона. С 1835 года до конца жизни, сменив Томаса Мальтуса на должности профессора политической экономии, преподавал в колледже Хейлибери, открытом Ост-Индской компанией.
В 1836—1851 годах был членом английской комиссии Тайта по финансовой реформе Англиканской церкви, приняв участие в написании Закона о замене десятины в Англии и Уэльсе.
В 1834 году стоял у основания Королевского статистического общества.
Джонс умер 26 января 1855 года.

## Память
Входит в список «100 великих экономистов до Кейнса» по версии М. Блауга.
В советское время указывался как «последний видный представитель домарксовой политической экономики».